# Augusto FitzClarence
Lord Augusto FitzClarence (1 de marzo de 1805-14 de junio de 1854) fue el hijo ilegítimo más joven de Guillermo IV del Reino Unido y su amante Dorotea Jordan.

## Carrera
En 1829, Augusto fue nombrado capellán de su padre (entonces duque de Clarence y St Andrews) y ese mismo año se le otorgó la vicaría de Mapledurham en Oxfordshire, sucediendo a John Bird Sumner (más tarde obispo de Chester y arzobispo de Canterbury). El rey Guillermo IV fue un generoso benefactor de la iglesia y la parroquia y, entre sus obsequios, se encontraba el reloj de la torre que lleva sus iniciales, «W R.»; también hizo generosas contribuciones para ampliar la vicaría y cercar sus terrenos adyacentes con provisiones sustanciales para la fundación de una nueva escuela en el pueblo. La maravillosa colección de platos de comunión de plata dorada que Lord Augusto presentó a la iglesia poco después de su nombramiento probablemente fue a su vez un regalo de su padre.
En 1830 fue nombrado capellán ordinario de su padre (ahora rey Guillermo IV), y el 24 de mayo de 1831 se le otorgó el rango equivalente al hijo menor de un marqués, siendo nombrado capellán de la reina Adelaida tras la ascensión al trono de su padre en 1832. Después de sus estudios en Trinity College (Cambridge), recibió los títulos de LL. B. (Bachiller en Derecho, el 2 de junio de 1832) y LL. D. (Doctor en Derecho, el 6 de julio de 1835).

## Matrimonio e hijos
El 2 de enero de 1845 se casó con Sarah Elizabeth Catharine Gordon (1827-1901), hija del Mayor Lord Henry Gordon (hermano menor de Charles Gordon, décimo marqués de Huntly y pariente del esposo de su hermana Lady Augusta Gordon) por su esposa Louisa Payne. Con su esposa tuvo seis hijos:
- Dorothea FitzClarence (1845–1870), que se casó con Thomas William Goff, miembro del parlamento de Roscommon, y tuvo descendencia.[5][6]
- Eva FitzClarence (1847–1918).
- Beatrice FitzClarence (1847-1909), gemela de Eva.
- Augustus FitzClarence (1849–1861), quien murió joven.
- Henry Edward FitzClarence (1853–1930), quien se casó con Mary Isabel Templer Parsons y tuvo descendencia.
- Mary FitzClarence (1854–1858), quien nació póstumamente y murió en la infancia.

## Muerte
FitzClarence murió el 14 de junio de 1854. Su viuda vivió hasta el 23 de marzo de 1901.